# 漫画読本
漫画讀本（まんがとくほん）は、かつて存在した日本の漫画雑誌。略称は漫讀（まんとく）。1954年12月から1970年8月まで文藝春秋新社および、後身の文藝春秋が発行していた。

## 沿革
『文藝春秋』は定期的に、小説特集など、読み物専門の「臨時増刊」を刊行していた。あるとき、横山隆一が文藝春秋社長の池島信平をともなって講演旅行をおこなっていた際、「漫画だけの増刊を出したらどうか」とアイデアを出した。池島は早速電話で『文藝春秋』の増刊担当だった田川博一を呼び出し、漫画専門の増刊の出版を指示した。田川はかつて自身が親しんだ雑誌『新青年』のバックナンバーをかき集め、日本における外国漫画版権の窓口だったタトル商会と交渉。ソール・スタインバーグやチャールズ・アダムスなどの作品を1作あたり平均10ドルで買い付けたほか、戦前の新聞や雑誌連載漫画の再録をおこない、現役の漫画家に新作漫画およびエッセイの執筆を依頼した。田川らはこれらの編集作業を、20日という短期間で終え、創刊号の発行にこぎつけた。創刊時の価格は75円。この外国漫画、戦前の日本漫画、漫画家による新作とエッセイ、という4本柱は、廃刊まで変わらなかった。
当初は「文藝春秋臨時増刊 漫画讀本」としての隔月刊行であったが、1958年3月号より『漫画讀本』として月刊化した。最高時の発行部数は約30万部に達していたが、1970年に休刊となった。その後、過去の収録作を集めた「文藝春秋臨時増刊 漫画讀本」として2度復刊している（後述）。
杉浦幸雄、手塚治虫、佃公彦ら「漫画集団」の漫画家をはじめ、森哲郎、長谷川町子、杉浦茂らが漫画を寄稿していた。エッセイは、星新一、永六輔、安藤鶴夫らが寄稿していた。

## 内容

### 掲載作品
日本の漫画作品
- サザエさん一家の未来予想図（長谷川町子）1955年
- 第三帝国の崩壊（手塚治虫）1955年
- 昆虫少女の放浪記（手塚治虫）1955年
- ほのぼの君日記（佃公彦）1955年
- 大将さん（森哲郎）1955年
- 軽風流白書（杉浦幸雄）1956年
- わが名は百科（手塚治虫）1964年
- まんが幸福論（長谷川町子）1967年

海外の翻訳漫画作品
括弧内は原作者
- 意地悪爺さん（ボブ・バトル）1956年-1962年
- ブロンディ（チック・ヤング）

エッセイ・ルポルタージュ
- 寄席紳士録（安藤鶴夫）

### 投稿コーナー
- 新人漫画教室 → 登竜門
- まんとくドルードル ナンに見えるでしょう?（しとうきねお）

## 関連書籍
かつての『漫画読本』からの傑作選。収録作品がいくつか重なっている。
- 文藝春秋臨時増刊『漫画読本』1982年
- 文藝春秋臨時増刊『漫画読本』1983年
- 『漫画讀本』傑作選 劇画よ、さらば! 帰ってきた'60年代の爆笑 文春文庫ビジュアル版 1989年